# Spiral (chanson)
Pour les articles homonymes, voir Spiral (homonymie).
Chansons représentant la Norvège au Concours Eurovision de la chanson
Solhverv
(1963) Karusell
(1965)
Spiral (« Spirale ») est une chanson interprétée par le chanteur norvégien Arne Bendiksen, sortie en 45 tours en 1964.
C'est la chanson représentant la Norvège au Concours Eurovision de la chanson 1964.

## À l'Eurovision

### Sélection
Le 15 février 1964, ayant remporté le Melodi Grand Prix 1964, la chanson Spiral interprétée par Arne Bendiksen, est sélectionnée pour représenter la Norvège au Concours Eurovision de la chanson 1964 le 21 mars à Copenhague, Danemark. 
C'est également la première fois que la chanson norvégienne de l'Eurovision est interprétée par un artiste masculin.

### À Copenhague
La chanson est intégralement interprétée en norvégien, langue officielle de la Norvège, comme le veut la coutume avant 1966. L'orchestre est dirigé par Karsten Andersen (en).
Spiral est la troisième chanson interprétée lors de la soirée du concours, suivant Jij bent mijn leven d'Anneke Grönloh pour les Pays-Bas et précédant Sangen om dig de Bjørn Tidmand pour le Danemark.
À l'issue du vote, elle obtient 6 points, se classant 8e sur 16 chansons,.

## Liste des titres
| A1. | Spiral      | Egil Hagen, Sigurd Jansen |  |
| B1. | Wedding Day | Ernie Freeman             |  |

## Historique de sortie
| Pays    | Date | Format   | Label  |
| ------- | ---- | -------- | ------ |
| Norvège | 1964 | 45 tours | Triola |